# 新林镇 (扎赉特旗)
新林镇，是中华人民共和国内蒙古自治区兴安盟扎赉特旗下辖的一个乡镇级行政单位。

## 行政区划
新林镇下辖以下地区：
新林村、新丰村、新发村、新立村、育林村、山林村、护林村、营林村、保林村、尖山村、三河村、河南村、太平村、罕达罕村、东风村、黑山村和振兴村。